# تحريض المخاض
تحريض المخاض، أو  تحفيز الولادة، أو الطلق الاصطناعى (بالإنجليزية: labor induction)، هو تحفيز مصطنع على الولادة.

## الاستخدامات الطبية
وتشمل الأسباب الطبية المقبولة لتحريض المخاض ما يلي:
- تأخر موعد الولادة (بالإنجليزية: post term pregnancy) إذا كان الحمل قد تجاوز الأسبوع الحادى والأربعين.
- تحديد النمو داخل الرحم (بالإنجليزية: intrauterine growth restriction)
- مخاطر صحية على المرأة في مواصلة الحمل (على سبيل المثال، لديها مقدمات الارتعاج).
- تمزق الأغشية الباكر (بالإنجليزية:(Premature rupture of membranes (PROM).
- الإنهاء المبكر للحمل (الإجهاض).
- وفاة الجنين في الرحم والتاريخ السابق للإملاص.
- الحمل التوأمي المستمر لما بعد الأسبوع الثامن والثلاثين.
- الظروف الصحية السابقة التي تضع المخاطر على المرأة و / أو طفلها مثل السكري وارتفاع ضغط الدم.

## طرق تحريض المخاض
وتشمل طرق تحريض المخاض الطرق الدوائية، والنهج الميكانيكية والفيزيائية.
وتشمل النهج الميكانيكية والفيزيائية تحفيز تمزق الأغشية اصطناعيا، كما يشار إلى استخدام القسطرة داخل الرحم. مما يؤدي إلى ضغط عنق الرحم ميكانيكيا، وتحرير البروستاغلاندين(بالإنجليزية:(prostaglandinفي الأنسجة؛ فلا يوجد تأثير مباشر على الرحم.
تستخدم الطرق الدوائية إما دينوبروستون (البروستاغلاندين E2)، أو الميزوبروستول (وهو بروستاغلاندين E1 التناظرية).

### أدوية
إعطاء البروستاغلاندين مثل: دينوبروستون (البروستاغلاندين E2)(بالإنجليزية: dinoprostone)، أو الميزوبروستول (وهو بروستاغلاندين E1 التناظرية)(بالإنجليزية: misoprostol).
البروستاغلاندين E2 هو أكثر المركبات دراسة. وتتوفر مجموعة من أشكال الدواء المختلفة مع مجموعة متنوعة من الطرق الممكنة. وقد تم دراسة استخدام الميزوبروستول على نطاق واسع، ولكن عادة في الدراسات الصغيرة، وضعف تعريفها. وهناك عدد قليل جدا من البلدان التي وافقت على الميزوبروستول لاستخدامها في تحريض المخاض.
إعطاء مركبات الأوكسيتوسين(بالإنجليزية:(oxytocin الاصطناعية في الوريد، ولا يبدو أن الجرعة العالية لها فوائد أكبر من الجرعة القياسية.
وقد وصف استخدام الميفيبريستون(بالإنجليزية: mifepristone)، ولكن نادرا ما يستخدم في الممارسة العملية.
كما تم التحقيق في ريلاكسين(بالإنجليزية: Relaxin)، ولكن لا يشيع استخدامها حاليا.

### النهج الميكانيكية والفيزيائية
- الاجتياح الغشائي (بالإنجليزية:Membrane sweep) المعروف أيضا باسم تجريد الغشاء، أو «تمتد واكتساح» في أستراليا والمملكة المتحدة. خلال الفحص الداخلي، يحرك الممارس إصبعه حول عنق الرحم لتحفيز و / أو فصل الأغشية حول الطفل من عنق الرحم؛ مما يسبب الإفراج عن البروستاجلاندين التي يمكن أن تساعد على بدء الولادة.
- التمزق الاصطناعي للأغشية (بالإنجليزية: Artificial rupture of the membranes).
- التسريب المالحي خارج السلوي(بالإنجليزية: Extra-amniotic saline infusion)، وفيها يتم إدخال قسطرة فولي في عنق الرحم، وتوسيع الجزء البعيدة لتمدده وتحرير البروستاجلاندين.[5]

## وقت التحفيز
أوصى الكونغرس الأمريكي لأطباء النساء والتوليد ضد التحفيز الاختياري على الولادة قبل الأسبوع الحادي والأربعين من الحمل، إذا لم يكن هناك مؤشر طبي وعنق الرحم غير مواتية. ومع ذلك، فإن الدراسات الحديثة تتناقض مع وجهة النظر هذه، وتشير دراسة حديثة إلى أن تحريض المخاض في أوانه، أو بعد أوانه يقلل من معدل العملية القيصرية بنسبة 12٪، ويقلل أيضا من وفيات الجنين.
من ناحية أخرى، أظهرت الدراسات الرصدية / بأثر رجعي أن تحفيز الولادة اختياريا وبدون داعي طبي قبل الأسبوع الحادي والأربعين من الحمل يرتبط بزيادة خطر تتطلب إجراء قيصرية، ولم تستخدم التجارب السريرية العشوائية لدراسة هذا السؤال.
ومع ذلك، فقد تبين أن النساء متكررة الولادات اللاتى يخضعن لتحريض المخاض دون مؤشرات طبية لا يؤدي بهم لخطر الولادة القيصرية. وينبغي أن يناقش الأطباء والمرضى المخاطر والفوائد عند النظر في تحريض المخاض في حالة عدم وجود إملاء طبي مقبول.
وقد أظهرت الدراسات زيادة طفيفة في خطر وفيات الرضع بالنسبة للولادات في الأسبوع الحادي والأربعين والثاني والأربعين على وجه التحديد من الحمل، فضلا عن ارتفاع خطر إصابة الأم والطفل. وبسبب المخاطر المتزايدة من تقدم فترة الحمل؛ فإن تحريض المخاض يقلل من مخاطر اللجوء للولادة القيصرية بعد الأسبوع الحادي والأربعين من الحمل، وربما في وقت سابق.
ويؤدي تحريض المخاض قبل 39 أسبوعا في غياب مؤشر طبي، مثل ارتفاع ضغط الدم، أو تأخر النمو داخل الرحم، أو مقدمات الارتعاج، إلى زيادة خطر حدوث مضاعفات الخداج، بما في ذلك صعوبات في التنفس، والعدوى، والتغذية، واليرقان، ووحدات رعاية الأطفال حديثي الولادة، والوفيات المحيطة بالولادة.
ويتم تقييم حالات الولادة المهبلية بعد تحريض المخاض بواسطة حرز بيشوب (بالإنجليزية: Bishop score).
ومع ذلك، فقد تساءل البحث الأخير عن العلاقة بين حرز بيشوب، ونجاح تحريض المخاض. وقد وجد أن الدرجة الأقل على مقياس بيشوب تزيد من فرص الولادة المهبلية بعد تحريض المخاض.
يتم حرز بيشوب لتقييم تطور عنق الرحم قبل الولادة. من أجل القيام بذلك، يجب أن يتم فحص عنق الرحم لمعرفة درجة إمحائه، ضعفه، ومدى اتساعه. وتعتمد النتيجة على خمسة عوامل. يتم تسجيل كل عامل على مقياس إما 0-2، أو 0-3. أي درجة يتم إضافتها ما يصل إلى أقل من 5 تحمل خطر أعلى من الولادة عن طريق العملية القيصرية.

## انتقادات تحريض المخاض
قد يكون تحريض المخاض أكثر إيلامًا للمرأة؛ مما يؤدي إلى زيادة استخدام المسكنات، وغيرها من الأدوية لتخفيف الألم.
وقد قيل إن هذه التدخلات تؤدي إلى زيادة احتمال الولادة القيصرية للطفل.
ومع ذلك، فإن الدراسات في هذه المسألة تظهر نتائج مختلفة. وأظهرت إحدى الدراسات أنه في حين ظلت معدلات الولادة القيصرية الشاملة في الفترة 1990-1997 عند أو أقل من 20٪، كان التحريض الاختياري مرتبطا بمضاعفة معدل العملية القيصرية. وأظهرت دراسة أخرى أن التحريض الاختياري للولادة التي لم تكن بعد الأوان تزيد من معدل الولادة القيصرية ما بين مرتين وثلاث مرات. كما أشارت دراسة حديثة إلى أن التحريض قد يزيد من خطر العملية القيصرية إذا أجريت قبل الأسبوع الأربعين من الحمل، ولكن ليس له أي تأثير أو في الواقع يقلل من المخاطر إذا أجريت بعد الأسبوع الأربعين.
وتشير أحدث المراجع حول تأثير تحريض المخاض على الولادة القيصرية، أن فرص الولادة القيصرية لا تزيد نتيجة لتحريض المخاض، بل في الحقيقة من الممكن أن تقل.

## اقرأ أيضا
- ولادة قيصرية
- اليوم العالمي للولادات المبكرة
- توائم أحادية المشيمة
- ولادة في النعش
- الضائقة الجنينية
- حمل إضافي
- حرز بيشوب